# Gina Tiossi
Gina Tiossi (Cavriglia, 6 settembre 1922 – Firenze, 28 giugno 2014) è stata la governante di Eugenio Montale e di Drusilla Tanzi a partire dagli anni quaranta fino alla morte del poeta avvenuta il 12 settembre 1981.

## Biografia
Gina Tiossi venne assunta come domestica per accudire l'appartamento all'ultimo piano di viale Duca di Genova 38/A a Firenze, nel quale Eugenio Montale dal 1939 era andato a vivere con Drusilla Tanzi. Quando Eugenio Montale nel 1948 venne assunto come redattore presso il Corriere della Sera e si rese necessario il suo trasferimento a Milano, Gina Tiossi accettò l'invito di Drusilla Tanzi a raggiungere la coppia nel capoluogo lombardo, andando a vivere nella loro casa di via Bigli.
Eugenio Montale e Drusilla Tanzi stabilirono la loro residenza nel 1951 in via Bigli al numero 11. Alla morte di Drusilla Tanzi, avvenuta il 20 ottobre 1963, Gina Tiossi rimase al servizio del poeta. Secondo quanto riferito da Domenico Porzio, critico letterario e amico intimo dei coniugi Montale, fu proprio Drusilla Tanzi, in punto di morte, a chiedere a Gina Tiossi di rimanere accanto al poeta facendosi promettere che mai lo avrebbe abbandonato.
Nel 1967 Eugenio Montale dovette lasciare l'appartamento «la figlia del padrone di casa doveva sposarsi» raccontò alcuni anni dopo a Giuliano Dego «e così me ne sono dovuto andare». Nel mese di settembre del 1967 si trasferì con Gina Tiossi in un appartamento più ampio in via Bigli al numero 15.
Come ricordano amici e studiosi, che hanno avuto il privilegio di frequentare la casa di Via Bigli, Gina Tiossi fu molto di più di una semplice domestica: «potrebbe benissimo esser definita assistente, se non amica, del poeta e della sua compagna e poi moglie Drusilla Tanzi» scrive il critico letterario Cesare Segre «di questa, la Gina era l'occhio vigile, capace di sopperire agli inconvenienti della sua vista difettosa».Con il passare degli anni, grazie alle sue doti di correttezza e disponibilità, Gina Tiossi seppe conquistare la piena fiducia della coppia e in seguito alla scomparsa di Drusilla Tanzi fu capace di rimanere accanto al poeta con assoluta discrezione e intelligenza.
"La Gina", come veniva chiamata con affetto da Eugenio Montale, accompagnò il poeta a Stoccolma nel dicembre del 1975 a ritirare il Premio Nobel per la Letteratura.
Il critico letterario Domenico Porzio, che segui Montale nella capitale svedese, ha scritto di Gina Tiossi un affettuoso e indiretto ritratto nella cronaca minuta del loro soggiorno nel libro Con Montale a Stoccolma.
Alla morte di Eugenio Montale, da lei accudito fino all'ultimo istante presso la Casa di cura San Pio X di Milano, Gina Tiossi si è ritirata a vita privata senza mai rilasciare interviste e rifiutandosi, anche in occasioni importanti quali manifestazioni, convegni e seminari di studi, di raccontare aneddoti circa i suoi anni trascorsi al servizio dei coniugi Montale.
Nell'autunno del 2004, dimostrando una generosità encomiabile in una modesta pensionata, ha donato tutta l'eredità letteraria che il poeta le aveva lasciato al Fondo Manoscritti dell'Università degli Studi di Pavia. Fra i numerosi autografi della donazione, nei quali spicca un album con istruzioni domestiche accompagnate da piccoli disegni, sono stati rinvenuti due quaderni che contengono numerose poesie inedite. Il primo quaderno presenta una nota autografa di lascito «proprietà della Gina» mentre il secondo quaderno reca la scritta autografa «a Gina Eugenio Montale». Il volume che raccoglie le poesie inedite con il titolo La casa di Olgiate e altre poesie è stato dedicato dai curatori a Gina Tiossi.
Gina Tiossi è morta all'età di 91 anni il 28 giugno 2014 nella città di Firenze, dove si era trasferita dopo la morte del poeta, e dove ha vissuto nel più completo anonimato in un appartamento di Via Quintino Sella. Nei giorni seguenti la sua scomparsa il Fondo Manoscritti dell'Università di Pavia ha voluto rendere omaggio alla sua figura pubblicando sulla home page del sito Internet alcune rare testimonianze iconografiche tratte dalla Donazione Tiossi, insieme a un ricordo personale di Maria Antonietta Grignani, Direttore del Centro di ricerca sulla tradizione manoscritta di autori moderni e contemporanei.

## Nella poesia di Eugenio Montale
Eugenio Montale parla di Gina Tiossi in alcune liriche: Nel Cortile, Il rondone e Al mio Grillo nella raccolta Diario del '71 e del '72, mentre nella raccolta successiva, Quaderno di quattro anni, Gina Tiossi compare nella poesia Il giorno dei morti e nel terzo e ultimo movimento della lirica Appunti:

Alla poesia Il giorno dei morti, nella quale il poeta descrive la governante intenta a ricordare i propri morti, il critico letterario Franco Fortini ha dedicato un attento studio nel saggio I latrati di fedeltà, pubblicato in occasione dell'ottantesimo compleanno del poeta, evidenziando l'importanza di Gina Tiossi nell'ultima produzione poetica di Eugenio Montale.

Nel lungo processo di svuotamento e di spostamento dei significati, operato dal poeta a partire dalla pubblicazione di Satura, in quella che è stata definita «una sorta di riscrittura a distanza» della propria opera letteraria, la figura di Gina Tiossi si carica di una duplice funzione: da un lato assume il ruolo protettivo che era stato di Drusilla Tanzi, colmando con la sua presenza il vuoto lasciato dalla sua scomparsa; dall'altro la fedele governante viene presentata dall'anziano poeta come portatrice di un sapere arcaico e semianalfabeta, che in antitesi alla cultura borghese, di cui conosce inganni e disfunzioni, diventa il punto di partenza per una nuova stagione compositiva:

La sua figura «impensabile tra le dantesche Clizia e Volpe» ha persuaso Gianfranco Contini della necessità di intitolare “alla Gina” il terzo e ultimo ciclo della carriera letteraria e biografica del poeta, mentre Franco Fortini ha più volte invitato gli studiosi a vedere nella sua presenza, al centro di una realtà limitata alla pura contingenza e privata di un qualsiasi valore epifanico, «la piccola porta apertissima dalla quale è possibile ipotizzare di rileggere l'intera opera montaliana».
Tra le poesie affidate da Eugenio Montale alle cure di Annalisa Cima e pubblicate postume, per volontà del poeta dalla Fondazione Schlesinger di Lugano a partire da cinque anni dalla sua scomparsa in plaquettes di sei poesie a cadenza annuale e in seguito raccolte con il titolo redazionale di Diario Postumo 66 poesie e altre, Gina Tiossi compare nella poesia Se la mosca ti avesse vista e nella lirica Un alone che non vedi.